# Dacopsis flava
Dacopsis flava är en tvåvingeart som först beskrevs av Edwards 1915.  Dacopsis flava ingår i släktet Dacopsis och familjen borrflugor. Inga underarter finns listade i Catalogue of Life.